# Alojzy Gonzaga Kostecki

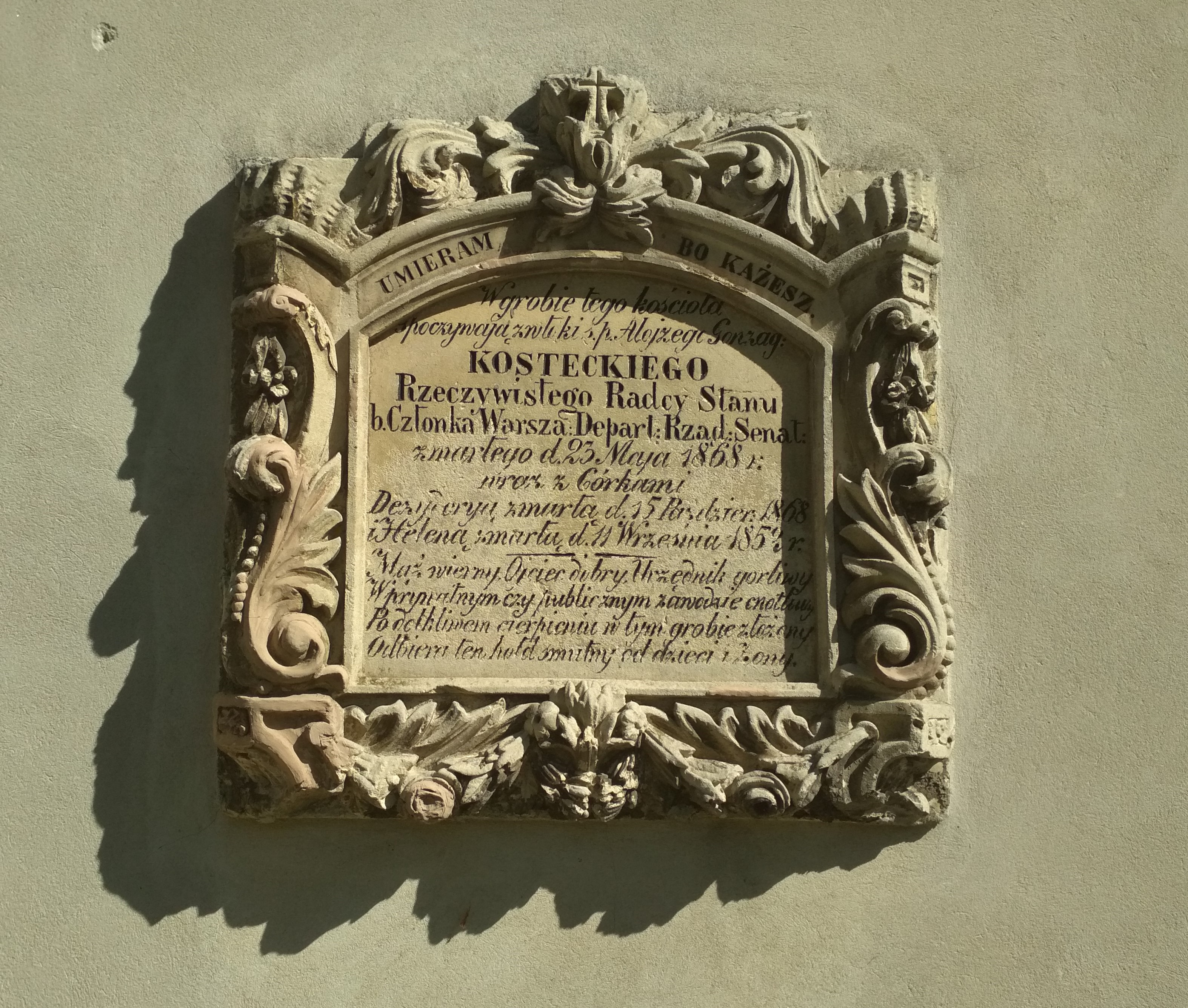
Epitafium Alojzego Gonzagi Kosteckiego na ścianie kościoła w Galewie

Alojzy Gonzaga Kostecki herbu Prawina (ur. ok. 1803 w Kaliszu, zm. 23 maja 1868 w Warszawie) – rzeczywisty radca stanu, członek Warszawskich Departamentów Rządzącego Senatu.

## Życiorys
Alojzy Gonzaga Kostecki urodził się około 1803 roku w Kaliszu. Ukończył Szkołę Wojewódzką Kaliską. W dniu 23 września 1822 roku został przyjęty na Wydział Prawa i Administracji w Królewskim Uniwersytecie Warszawskim; tamże 18 października 1825 roku uzyskał stopień magistra prawa. W tym samym roku został aplikantem sądowym w Trybunale Cywilnym województwa mazowieckiego, wkrótce uzyskał stanowisko pisarza w Sądzie Policji Poprawczej Wydziału Siedleckiego. Komisja Rządowa Sprawiedliwości w dniu 13 marca 1828 roku powołała go na funkcję inkwirenta Sądu Policji Poprawczej obwodu lubelskiego, a w 1832 roku mianowała zastępcą asesora Trybunału Cywilnego województwa lubelskiego. W latach 1834–1841 pracował jako asesor Trybunału Cywilnego województwa kaliskiego, a w 1842 roku  był sędzią I Instancji do szczególnych poruczeń Komisji Rządowej Sprawiedliwości. W latach 1843–1845 był podprokuratorem Sądu Apelacyjnego Królestwa Polskiego. W latach 1846–1863 pełnił urząd radcy Kolegium Prokuratorii w Królestwie Polskim. Od 1864 roku piastował urząd rzeczywistego radcy stanu, członka Warszawskich Departamentów Rządzącego Senatu.
Był właścicielem lasu w Słomowie Kościelnym w powiecie tureckim.
Napisał artykuł zamieszczony w pracy zespołowej ofiarowanej Stanisławowi Jachowiczowi, pełniącemu w latach 1818–1823 stanowisko kancelisty w Prokuratorii Generalnej Królestwa Polskiego.

## Odznaczenia
Rosyjska Cesarsko-Królewska Kapituła Orderów, patentem nr 392, w dniu 15 kwietnia 1842 roku przyznała mu Order Św. Stanisława klasy III.

## Szlachectwo
Dnia 9 maja 1844 roku złożył podanie do Deputacji Szlacheckiej o przyznanie szlachectwa na zasadzie posiadanego odznaczenia. Deputacja raportem z dnia 1 października 1844 roku wniosła do Heroldii o wpisanie Alojzego Gonzagi Kosteckiego do ksiąg szlachty dziedzicznej guberni warszawskiej oraz o wskazanie mu dalszej drogi w celu uzyskania dyplomu na takowe szlachectwo. Dnia 15 kwietnia 1852 roku uzyskał potwierdzenie szlachectwa dziedzicznego przez Mikołaja I, wraz z nadaniem herbu Prawina.

## Życie prywatne
Alojzy Gonzaga był synem Józefa Kosteckiego i Wiktorii z domu Kwaśniewskiej. Jego rodzeństwo stanowili: Piotr Hipolit (1794–1859), Marianna Angela (?–1800), Józefa (1796–?), Teofila Tekla (~1800–?), Kajetan Józef (1801–1873) i Pelagia (?–1806).
W dniu 13 lutego 1836 roku poślubił w Kaliszu Aleksandrę Scholastykę Przechadzką herbu Prus II (~1814–1895), córkę Wincentego Dominika, właściciela dóbr Wola Rożostowa w powiecie konińskim i Marianny z  Petrykowskich. Wincenty Dominik był bratem Hipolita Przechadzkiego.
Alojzy Gonzaga z żoną Aleksandrą mieli co najmniej siedmioro dzieci. Były to: Marianna Alojza Leokadia (1836–1847), Dezyderia (1839–1868), Józefa Aleksandra (1841–?), Helena Cecylia (1842 –1852), Alojza Leokadia (1847–?), Maria Józefa (1849–1918), Aleksander Wincenty (1852–1935).
Alojzy Gonzaga zmarł 23 maja 1868 roku w Warszawie, został pochowany w kościele parafialnym w Galewie (powiat turecki).